# Ямал 201
Ямал 201 або Ямал 200 № 1 — один з двох  супутників серії «Ямал 200», створений  РКК «Енергія» на замовлення « Газком», виведений на  геостаціонарну орбіту з  точкою стояння 90 ° східної довготи  ракетою-носієм «Протон-К» 24 листопада 2003 року.
Супутники «Ямал 200» розширюють систему супутникового зв'язку «Ямал», в складі якої в даний час функціонує супутник «Ямал 100».
Супутник «Ямал 201», оснащений 9-ю транспондер ами C-і 6-ю Ku-діапазонів, встановлений, як і «Ямал-100», в  орбітальну позицію 90 ° c . д. Він призначений в основному для розвитку та резервування мереж клієнтів, що працюють через супутник «Ямал-100».
Супутники «Ямал-200» створені в рамках Федеральної космічної програми Росії.

## Історія
- 20 грудня 2011 ~ 9:30 MSK, раптово зник сигнал з супутника. [1] [2] [3]
- 21 грудня 2011, мовлення відновлено. [4] [5] [6]